# Empires and Dance
Empires and Dance ist das dritte Studioalbum der schottischen Rockband Simple Minds.

## Geschichte
Trotz des ausbleibenden kommerziellen Erfolges des Vorgängers Real to Real Cacophony blieben die Bandmitglieder dem eingeschlagenen Kurs experimenteller Musik an der Nahtstelle zwischen Rock und Pop treu. Empires and Dance, im Sommer 1980 wieder unter der Produktion von John Leckie aufgenommen, klingt ausgereifter ohne auf die experimentellen Anteile zu verzichten. Leckie gestaltete den Effekt-Einsatz etwas zurückhaltender und verlieh der Aufnahme damit einen glatteren Sound. Mittlerweile hatten sich die Simple Minds durch häufige Auftritte auch einen sehr guten Ruf als Liveband erarbeitet.
Das Album legte den Grundstein für die nächsten beiden Alben, die den mit Empires an Dance eingeschlagenen Weg fortsetzen sollten. Die künstlerische Zusammenarbeit, bei der Kerr die Texte verfasste und die gesamte Band musikalisch zu den Songs beitrug, hatte sich gefestigt und blieb auf den folgenden Alben unverändert. Auch der Sound des Albums blieb richtungsweisend für die folgenden Jahre.

## Veröffentlichung
Zunächst als dritte Veröffentlichung von Zoom Records in Großbritannien geplant, trennte sich die Band vor der Veröffentlichung von dem Label und wendete sich Virgin Records zu. Das Album wurde stattdessen direkt von Arista, der Vertriebsfirma von Zoom Records, veröffentlicht und 1982 von Virgin unverändert wiederveröffentlicht. Eine CD-Fassung erschien ebenfalls 1985 bei Virgin, die 2002 auch eine digital remasterte Version auf den Markt brachte. 2012 wurde das Album in dem X5 Box-Set von Virgin Records mit 3 Bonustracks wieder veröffentlicht.

## Titelliste
1. I Travel (4:00)
2. Today I Died again (4:36)
3. Celebrate (5:03)
4. This Fear of Gods (7:03)
5. Capital City (6:15)
6. Constantinople Line (4:43)
7. Twist/Run/Repulsion (4:31)
8. Thirty Frames a Second (5:02)
9. Kant-Kino (instrumental) (1:42)
10. Room (2:28)

Bonustracks
11. New Warm Skin (4:35)
12. I Travel (Extended) (6:14)
13. Celebrate (Extended) (6:47)

## Besetzung
- Jim Kerr (Gesang)
- Charlie Burchill (Gitarre, Violine, Background-Gesang)
- Derek Forbes (Bass, Background-Gesang)
- Brian McGee (Schlagzeug, Percussion, Background-Gesang)
- Michael MacNeil (Keyboards, Background-Gesang)

## Charterfolg
Empires and Dance platzierte sich im September 1980 in den britischen Albencharts bis auf Position 41.

## Rezeption
Christian Graf zufolge bezeichnete der NME das Album wegen der politischen Inhalte als „ein heftig agitatorisches Album“. Graf bewertet die Musikproduktion „zwischen Disco und experimenteller New Wave“.
Dave Thompson vergleicht die Versuche der Band, die Kluft zwischen Rock und Pop zu überbrücken, in seiner Rezension mit der Odyssee: „caught in the eddies between the Scylla of proto-industrial dance and the Charybdis of the lush gloom of post-punk proto-Goth.“ („gefangen zwischen der Skylla vorindustrieller Tanzmusik und der Charybdis des ausgeprägten Schwermuts von Post-Punks Frühgothic“)